# Vencedor ao Vivo - Volume 2
Vencedor ao Vivo - Volume 2 é um álbum ao vivo da banda Raiz Coral, lançado em junho de 2014 pela gravadora Mess Entretenimento.
O material contém parte do show que originou o DVD Vencedor, lançado em 2012. A distribuição digital foi firmada, no entanto, em 2014.

## Faixas
1. "Qual é Seu Talento"
2. "Dê o Seu Melhor"
3. "Vencedor"
4. "O Melhor de Deus"
5. "Vem Chegando o Dia"
6. "Novo Lar"
7. "Jesus Meu Guia É"
8. "Tocou-me"
9. "A Coroa"
10. "Eu Ando Com Cristo"
11. "Libertador"
12. "Enquanto Eu Viver"
13. "Fuzion Shout"
14. "Mais"